# Sindrome da ruminazione del lattante
Per sindrome da ruminazione del lattante in campo medico, si intende un disordine comune nei lattanti dove il disturbo della ruminazione perdura da almeno tre mesi.

## Ruminazione
La ruminazione detta anche merecismo è l'evento in cui il bambino rigurgita il cibo ingerito e in seguito parzialmente lo rimastica.

## Epidemiologia
I bambini colpiti dal disturbo solitamente hanno dai 3 agli 8 mesi

## Manifestazioni
Inizia con contrazioni di diversi muscoli (fra cui quelli addominali) con cui rigurgita il cibo, mentre sono assenti sintomi come nausea o dolore. Il disturbo avviene soltanto quando il bambino è sveglio. Una diagnosi del problema è molto difficile da effettuare in quanto non sempre il bambino è sotto osservazione e i disturbi collegati alla sindrome possono avvenire anche dopo molto tempo.

## Terapia
La sindrome non risponde agli anticolinergici.